# 송곡중학교
송곡중학교(松谷中學校)는 대한민국 서울특별시 중랑구 망우동에 있는 사립 중학교이다.

## 학교 연혁
- 1970년 1월 13일 : 학교법인 송곡학원 초대 이사장에 왕학수 선생 취임
- 1970년 2월 10일 : 70학년도 제1학년 7학급 배정 받음
- 1970년 3월 1일 : 송곡여자중학교 개교
- 1970년 3월 3일 : 초대 왕표순 교장 취임
- 1986년 12월 23일 : 강당(성암회관) 및 교사 1,675평 증축
- 1996년 12월 1일 : 본관 1·2층으로 이전(송곡여정보고 신설 관계)
- 2017년 9월 1일 : 제15대 이명실 교장 취임
- 2020년 1월 7일 : 제48회 졸업식 거행, 졸업생 총수 15,867명
- 2025년 3월 1일 : 남녀공학 전환 및 송곡중학교로 교명 변경

## 참고 자료
- 송곡중학교 - 한국교육학술정보원 학교알리미